# Ballarpur
Ballarpur (o Ballalpur) è una città dell'India di 89.995 abitanti, situata nel distretto di Chandrapur, nello stato federato del Maharashtra. In base al numero di abitanti la città rientra nella classe II (da 50.000 a 99.999 persone).

## Geografia fisica
La città è situata a 19° 49' 60 N e 79° 20' 60 E e ha un'altitudine di 174 m s.l.m..

## Società

### Evoluzione demografica
Al censimento del 2001 la popolazione di Ballarpur assommava a 89.995 persone, delle quali 46.574 maschi e 43.421 femmine. I bambini di età inferiore o uguale ai sei anni assommavano a 10.473, dei quali 5.529 maschi e 4.944 femmine. Infine, coloro che erano in grado di saper almeno leggere e scrivere erano 66.087, dei quali 37.191 maschi e 28.896 femmine.